# Avioandes
Avioandes fue una aerolínea chárter ecuatoriana dedicada al transporte aéreo de pasajeros y carga en helicópteros que inició sus operaciones en 2009. Tuvo su base principal en el Aeropuerto Internacional Mariscal Sucre de Quito, Pichincha y su hangar de reparación y mantenimiento en el Aeropuerto Francisco de Orellana de El Coca, Orellana.  
En 2022 lograron hacerse con el 22,71% de los pasajeros en vuelos chárter dentro de Ecuador. En junio de 2023 se deshizo de su Dash 8 y centró su operación en tres helicópteros ligeros Airbus AS350. 
En junio de 2025, la Dirección General de Aviación Civil de Ecuador suspendió su permiso de operación, poniendo fin a la historia de la aerolínea. La aerolínea ya no operaba vuelos desde, al menos, octubre de 2024 y no había iniciado los trámites para renovar este certificado.

## Antiguos destinos
Avioandes operó vuelos chárter con dos aeronaves Dash 8 a los siguientes destinos nacionales:
| Destinos               | Aeropuertos                                     |
| ---------------------- | ----------------------------------------------- |
| Catamayo, Loja         | Aeropuerto Ciudad de Catamayo                   |
| Esmeraldas, Esmeraldas | Aeropuerto Coronel Carlos Concha Torres         |
| Guayaquil, Guayas      | Aeropuerto Internacional José Joaquín de Olmedo |
| Lago Agrio, Sucumbíos  | Aeropuerto de Nueva Loja                        |
| Macas, Morona Santiago | Aeropuerto Coronel Edmundo Carvajal             |
| Manta, Manabí          | Aeropuerto Internacional Eloy Alfaro            |
| El Coca, Orellana      | Aeropuerto Francisco de Orellana                |
| Quito, Pichincha       | Aeropuerto Internacional Mariscal Sucre         |
| Shell Mera, Pastaza    | Aeropuerto Río Amazonas                         |
| Tulcán, Carchi         | Aeropuerto Teniente Coronel Luis A. Mantilla    |

## Flota histórica
Avioandes operó la siguiente flota de aeronaves:
| Aeronaves                      | Total | Introducido | Retirado | Matrículas                              |
| ------------------------------ | ----- | ----------- | -------- | --------------------------------------- |
| Airbus AS350B                  | 5     | 2009        | 2025     | HC-CVD, HC-CJD, HC-CJE, HC-CQC y HC-CEC |
| De Havilland Canadá Dash 8-200 | 2     | 2018        | 2023     | HC-CSY y HC-CTY                         |